# One Circular Quay
Il One Circular Quay è un grattacielo di Sydney in Australia.

## Storia
I lavori di costruzione dell'edificio, sviluppato dalla società immobiliare Lendlease e progettato dall'architetto Kerry Hill, sono iniziati nel 2022 con completamento previsto nel 2026. Il sito, precedentemente occupato dalla Gold Fields House, demolita a partire dal 2017, è stato acquistato nel 2022 da una joint-venture tra Lendlease e Mitsubishi Estate per una somma di circa 850 milioni di dollari.

## Descrizione
L'edificio sorge nel CBD di Sydney sul lungomare di Circular Quay e avrà 60 piani per 198 metri d'altezza. Il grattacielo avrà destinazione residenziale.